# Меллісте
Ме́ллісте (ест. Melliste küla) — село в Естонії, у волості Кастре повіту Тартумаа.

## Населення
Чисельність населення на 31 грудня 2011 року становила 395 осіб.

## Географія
Через населений пункт проходить автошлях 45 (Тарту — Ряпіна — Вярска).

## Історія
До 24 жовтня 2017 року село входило до складу волості Мякса й було її адміністративним центром.